# Alveolites
Alveolites es un género de foraminífero bentónico considerado homónimo posterior del coral Alveolites Lamarck, 1801, y sinónimo posterior de Alveolina de la familia Alveolinidae, de la superfamilia Alveolinoidea, del suborden Miliolina y del orden Miliolida. Su especie tipo era Alveolites larva. Su rango cronoestratigráfico abarcaba el Eoceno.

## Clasificación
Alveolites incluía a la siguiente especie:
- Alveolites larva †